# Human Powered Health/2025
Deze pagina geeft een overzicht van de vrouwenwielerploeg Human Powered Health Women in 2025.

## Algemeen
Teammanager: Ro De Jonckere
Ploegleiders: Kenny Latomme
Fietsmerk: Factor

## Renners

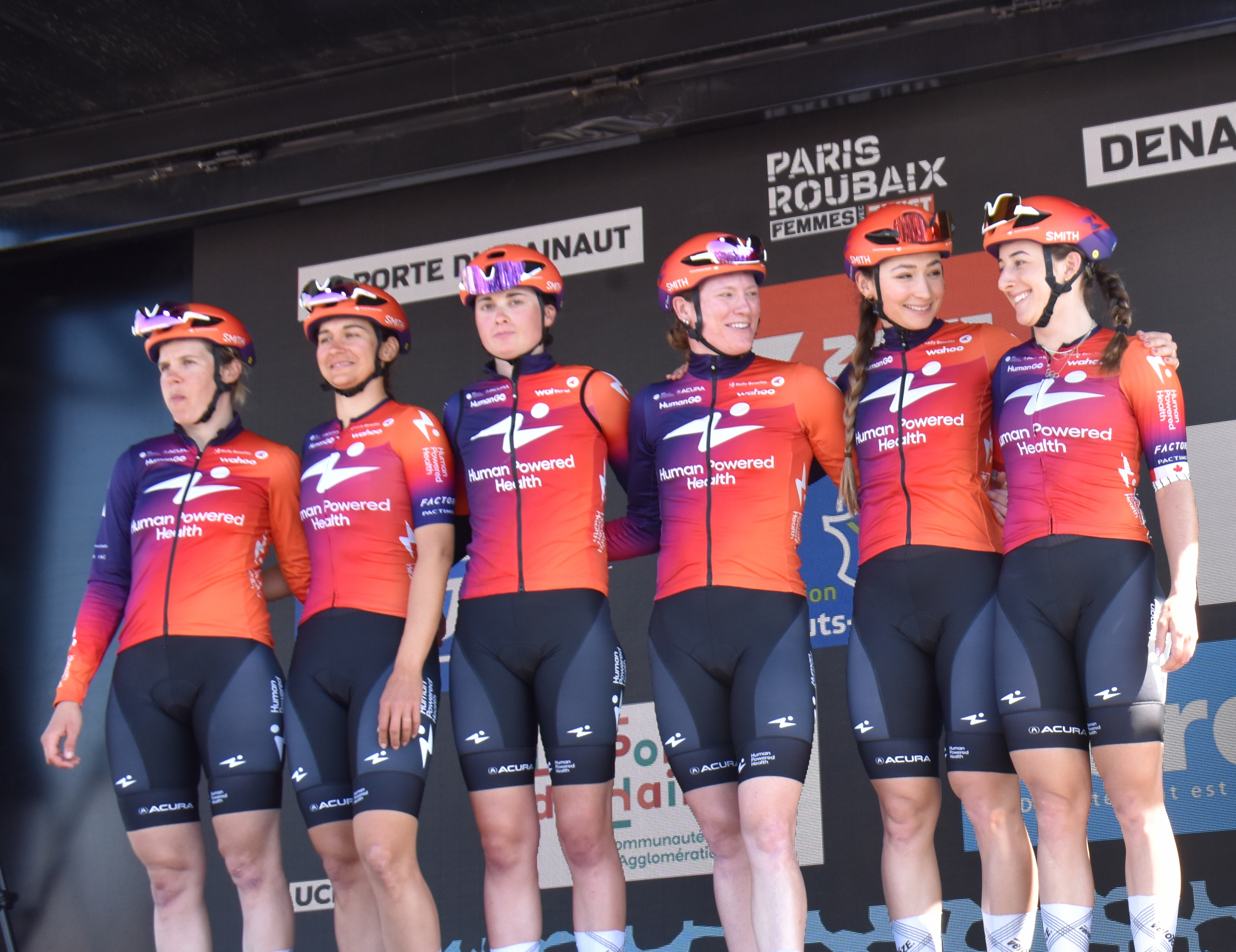
Het team in Parijs-Roubaix 2025.

| Naam                  | Geboortedatum | Nationaliteit    | Ploeg 2024                      |
| --------------------- | ------------- | ---------------- | ------------------------------- |
| Iurani Blanco         | 03-02-1998    | Spanje           | Laboral Kutxa-Fundación Euskadi |
| Giada Borghesi        | 27-11-2002    | Italië           |                                 |
| Carlotta Cipressi     | 11-06-2003    | Italië           | UAE Development Team            |
| Maggie Coles-Lyster   | 12-02-1999    | Canada           | Roland                          |
| Thalita de Jong       | 06-11-1993    | Nederland        | Lotto Dstny Ladies              |
| Ruth Edwards          | 09-07-1993    | Verenigde Staten |                                 |
| Maëlle Grossetête     | 10-04-1998    | Frankrijk        |                                 |
| Romy Kasper           | 05-05-1988    | Duitsland        |                                 |
| Barbara Malcotti      | 19-02-2000    | Italië           |                                 |
| Mona Mitterwallner    | 09-01-2002    | Oostenrijk       | -                               |
| Daria Pikulik         | 06-01-1997    | Polen            |                                 |
| Wiktoria Pikulik      | 15-06-1998    | Polen            |                                 |
| Marit Raaijmakers     | 02-06-1999    | Nederland        |                                 |
| Katia Ragusa          | 19-05-1997    | Italië           |                                 |
| Kathrin Schweinberger | 29-10-1996    | Oostenrijk       | CERATIZIT-WNT Pro Cycling Team  |
| Lily Williams         | 24-06-1994    | Verenigde Staten |                                 |
| Silvia Zanardi        | 03-03-2000    | Italië           |                                 |

### Vertrokken
| Naam                    | Geboortedatum | Nationaliteit       | Ploeg 2025                      |
| ----------------------- | ------------- | ------------------- | ------------------------------- |
| Joelija Birjoekova      | 24-01-1998    | Oekraïne            | Laboral Kutxa-Fundación Euskadi |
| Henrietta Christie      | 23-01-2002    | Nieuw-Zeeland       | EF-Oatly-Cannondale             |
| Audrey Cordon-Ragot     | 22-09-1989    | Frankrijk           | Gestopt                         |
| Kristabel Doebel-Hickok | 28-04-1989    | Verenigde Staten    | ?                               |
| Alice Wood              | 17-07-1995    | Verenigd Koninkrijk | Gestopt                         |
| Linda Zanetti           | 10-03-2002    | Zwitserland         | Uno-X Mobility                  |

## Overwinningen
| Nationale kampioenschappen wielrennen Oostenrijk - wegrit: Kathrin Schweinberger Overig Pan-Amerikaans kampioenschap, tijdrijden: Ruth Edwards Trofeo Binissalem-Andratx Thalita de Jong |

AG Insurance-Soudal · Canyon//SRAM zondacrypto  · Ceratizit-WNT Pro Cycling · FDJ-SUEZ · Fenix-Deceuninck · Human Powered Health · Lidl-Trek · Liv AlUla Jayco · Movistar · Roland · Team Picnic PostNL · SD Worx-Protime · Team Visma|Lease a Bike · UAE Team ADQ · Uno-X Mobility
Mannen: 2020 ·2021 · 2022 · 2023
Vrouwen: 2020 · 2021 · 2022 · 2023 · 2024 · 2025